# Clodoswinthe (fille de Sigebert Ier)
Pour les articles homonymes, voir Clodoswinthe.
Clodoswinthe est une princesse franque née entre 571 et 576 dans le pays mosellan. Elle est la fille du roi Franc Sigebert Ier et de la reine Brunehaut.

## Biographie

### Enfance
Alors qu'elle est toute petite, le roi ennemi Chilpéric Ier entre dans Paris. Son frère Childebert II s'enfuit. Clodoswinthe reste à Paris avec sa sœur, Ingonde et sa mère Brunehaut.
Quand Chilpéric s'en aperçoit il dépouille Brunehaut du trésor de Sigebert et la conduit sous escorte à Rouen. La petite princesse est alors séparée de sa mère et elle est envoyée à Meaux.
Quand sa mère épouse Mérovée en 576, Clodoswinthe et sa sœur retrouvent enfin leur mère.

### Fiançailles, mariage et postérité
Clodoswinthe est d'abord fiancée à Authari, roi des Lombards, mais Childebert II annule le contrat. Elle est ensuite fiancée à Récarède, roi des Wisigoths, mais le mariage ne se fait pas non plus.
« - Nous devons consulter d'abord notre oncle le roi Gontran, répond Childebert. Nous avons promis de ne rien faire d'important au conseil. »
Ils ont un argument plus décisif que dix mille sols d'or : si la main de Clodoswinthe est accordée, le roi d'Espagne offrira à Brunehaut et à son fils deux de ses villes au nord des Pyrénées (Jubiniacum et Cornelianum), mais Childebert est réticent en raison du sort que les Wisigoths avaient fait à sa sœur Ingonde.
On ne sait pas avec certitude si le mariage fut conclu, Grégoire de Tours parle toujours au conditionnel de ce mariage, tandis qu'Isidore de Séville indique que le fils et successeur de Récarède, Liuva II, est né d'une mère non noble.
Elle serait la mère du roi wisigoth Swinthila.
On ne connaît pas la date de sa mort ni les détails de la fin de sa vie.

Le royaume des Francs à la naissance de Clodoswinthe.